# Соколов, Юрий Дмитриевич
Ю́рий Дми́триевич Соколо́в (14 [26] мая 1896, станица Лабинская, Кубанская область — 2 февраля 1971, Киев) — советский механик и математик, профессор. Член-корреспондент АН УССР (с 1939). Один из основателей КИСИ.

## Биография
По окончании Киевского университета (1921) работал в АН УССР. С 1934 заведовал отделом механики, потом отделом дифференциальных уравнений; одновременно — профессор нескольких вузов Киева.
В 1936 году получил степень доктора математики без защиты диссертации.
Старший научный сотрудник Института физика и математики (1943—1944), член учёного совета, заведующий отдела механики Института математики (1944—1945); в оккупированном Киеве — директор Астрономической обсерватории университета. Во время отступления немецких оккупантов сотрудники обсерватории во главе с Юрием Дмитриевичем сохранили библиотеку и имущество обсерватории от вывоза в Германию, за что в 1968 Ю. Д. Соколов был награждён медалью «За оборону Киева».
Вместе с Василием Александровичем Осьмаком и другими украинскими советскими учёными из КПИ и других научных учреждений Киева принимал участие в организации КИСИ на базе КПИ. Первый заведующий кафедрой высшей математики КИСИ.
Скончался 2 февраля 1971 года. Похоронен на Байковом кладбище.

## Научная деятельность
Автор более 100 научных трудов (в том числе пяти монографий).
Основные работы посвящены вопросам небесной механики (теория «соударов» в классической и обобщённой задаче небесных тел), гидромеханики (теория фильтрации грунтовых вод) и теории дифференциальных и интегральных уравнений (ввёл новый, приблизительный метод «осреднения функциональных поправок»).

## Праведник народов мира
Вместе с женой Марией в 1984 году признан праведником народов мира за помощь своему ученику — математику Семёну Зуховицкому (1908—1994)), семья Соколовых давала пристанище в своём доме в Киеве с октября 1941 по ноябрь 1943.